# 신상윤 (1972년)
신상윤(1972년 3월 22일 ~ )은 전 KBO 리그 야구 선수의 투수이다.

## 출신학교
- 부천고등학교